# 凯马杜斯
凯马杜斯是巴西里约热内卢州的一个市镇。总面积76.921平方公里，总人口139378人，人口密度1812人/平方公里。